# Klaverbank
Klaverbank (engelska: Cleaver Bank) är en sandbank i Nordsjön, omkring 160 km väst om Nederländernas kust och syd om Doggers bankar. Sandbanken tar upp en yta på 1 235 km². Den ligger 30-40 meter under vattenytan.
Klaverbank är ett öppet havsrev enligt det europeiska habitatdirektivet och har blivit registrerat som ett Natura 2000-område.